# Petar Bojović
Pour les articles homonymes, voir Bojović.

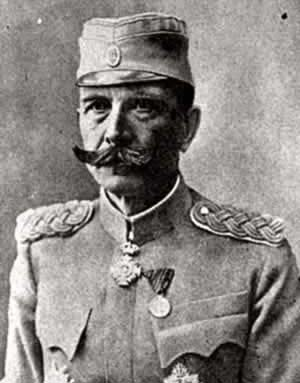
Petar Bojović

Petar Bojović (en serbe cyrillique : Петар Бојовић, né le 16 juillet 1858 à Miševići près de Nova Varoš - mort le 19 janvier 1945 à Belgrade) était un militaire serbe. Il fut un des quatre voïvodes (l'équivalent d'un marechal/Prince) de l'armée serbe au cours des guerres des Balkans et pendant la Première Guerre mondiale.

## Biographie
Petar Bojović combattit en tant que cadet de l'école d'artillerie dans la guerre russo-turque de 1877-1878.
Au cours des Guerres des Balkans (1912 et 1913), il fut chef d'État-major dans la Première Armée serbe, qui remporta de grands succès dans les batailles de Kumanovo, Bitola (Première Guerre balkanique) et à la bataille de Bregalnica (Deuxième Guerre balkanique). En 1913, il prit part aux négociations du traité de Londres, conclu avec la Turquie ; il fut l'expert militaire de la délégation serbe.
Au cours de la Première Guerre mondiale, la Première armée subit des pertes importantes à la bataille de la Drina, mais elle réussit à arrêter l'offensive austro-hongroise. Pendant la bataille, Bojović fut blessé et remplacé à son poste de général par Živojin Mišić. En janvier 1916, il fut nommé à la tête de l'État major en remplacement de Radomir Putnik, qui menait ses hommes jusqu'à Skadar. Il se maintint à ce poste jusqu'en juin 1918, date à laquelle il dut démissionner à la suite d'un désaccord avec les généraux alliés qui voulaient élargir le front de Thessalonique. Petar Bojović reprit alors le commandement de la Première armée, qui enfonça les lignes ennemies et pénétra en territoire occupé. Il reçut le titre de voïvode le 26 septembre 1918, en récompense de sa contribution à la guerre.
En 1921, il fut désigné comme chef de l'État-major et, en 1922, il se retira du service actif.
Au tout début de la Seconde Guerre mondiale, Petar Bojovic fut désigné comme assistant du Chef d'État-major de l'armée serbe, qui était le jeune roi Pierre II Karađorđević. Cependant, en raison de son grand âge, il ne prit pas part aux événements qui s'ensuivirent.